# IC 2179
IC 2179 — галактика типу E1 () у сузір'ї Жираф.
Цей об'єкт міститься в оригінальній редакції індексного каталогу.